# Panneau de présignalisation en France
En signalisation de direction en France, le panneau de signalisation avancée de direction est implanté en amont du point d'échange de manière à permettre à l’usager d'effectuer son choix pour emprunter la voie qui le concerne.

## Types

### D41: présignalisation de sortie

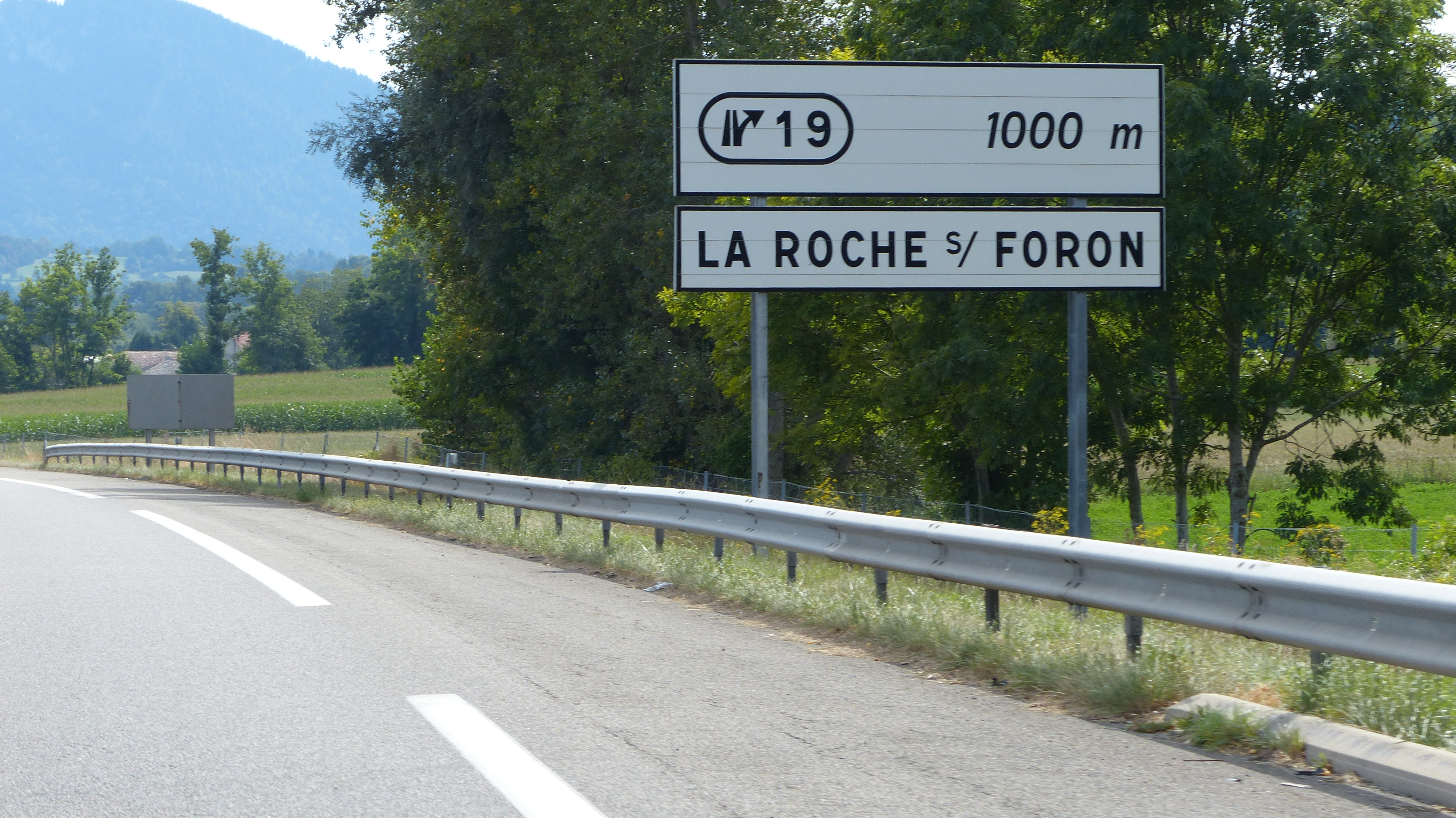
D41a Sortie numérotée
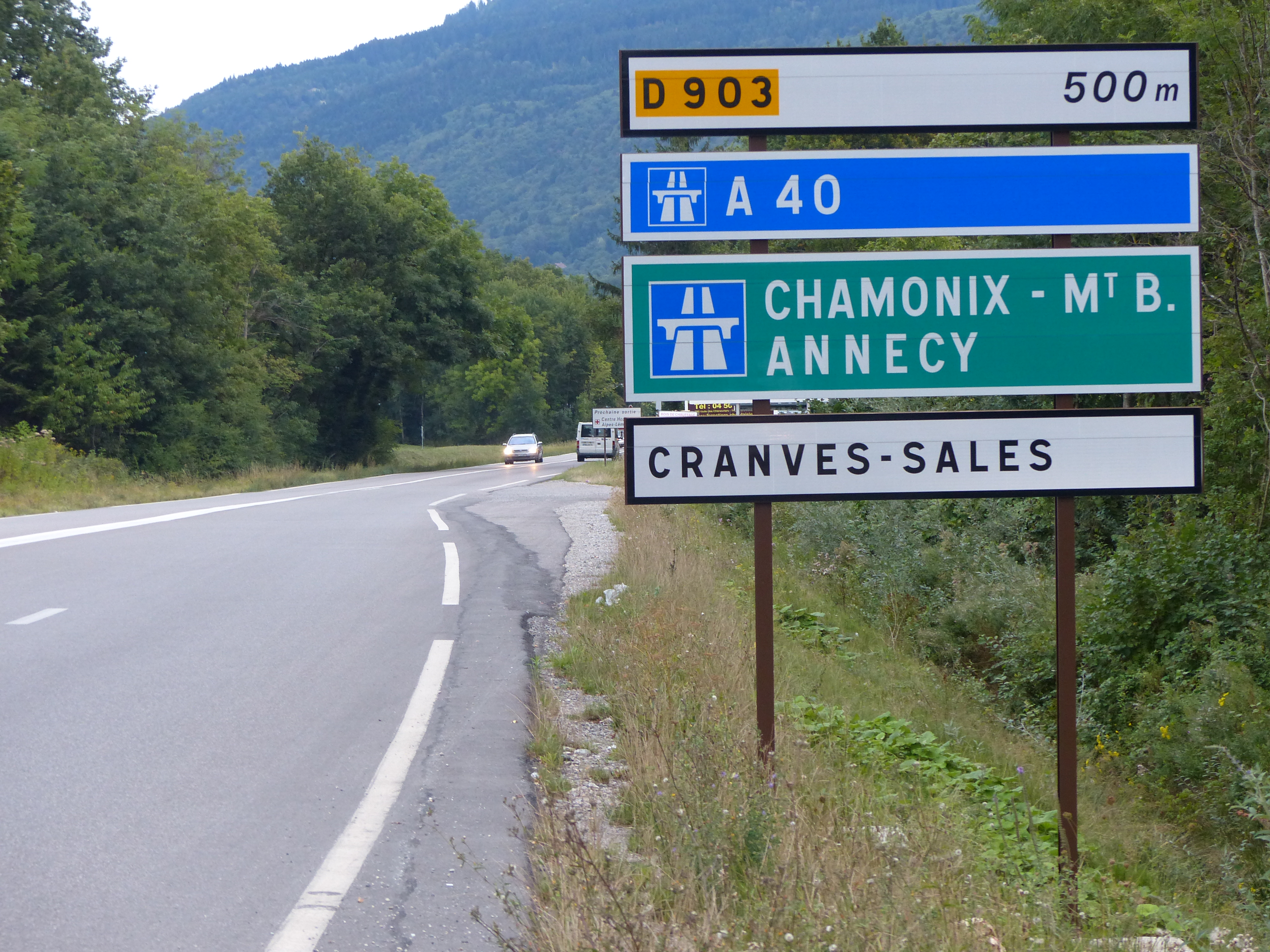
D41b Sortie non numérotée
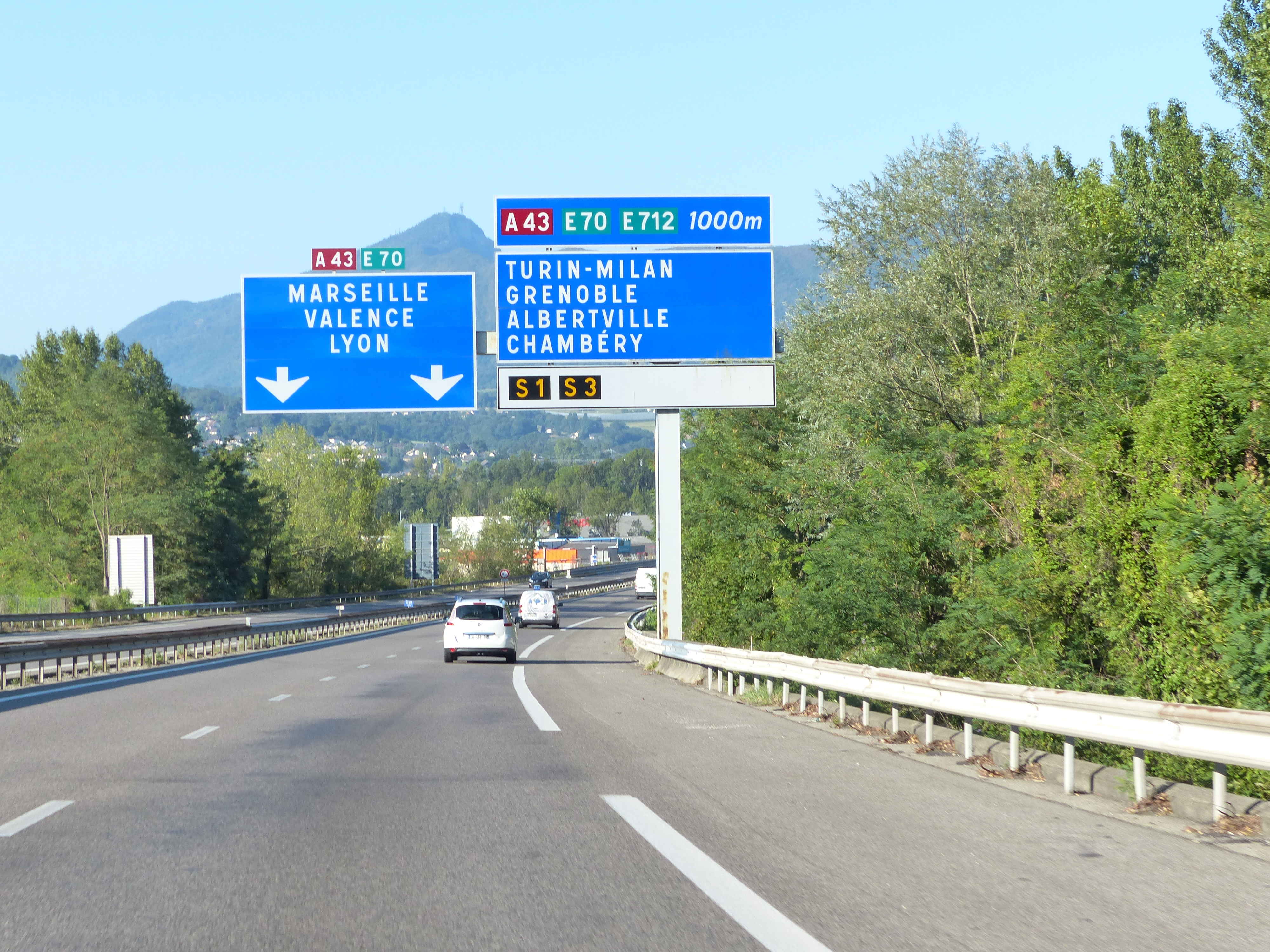
D41c Bifurcation autoroutière

### D42: présignalisation diagrammatique

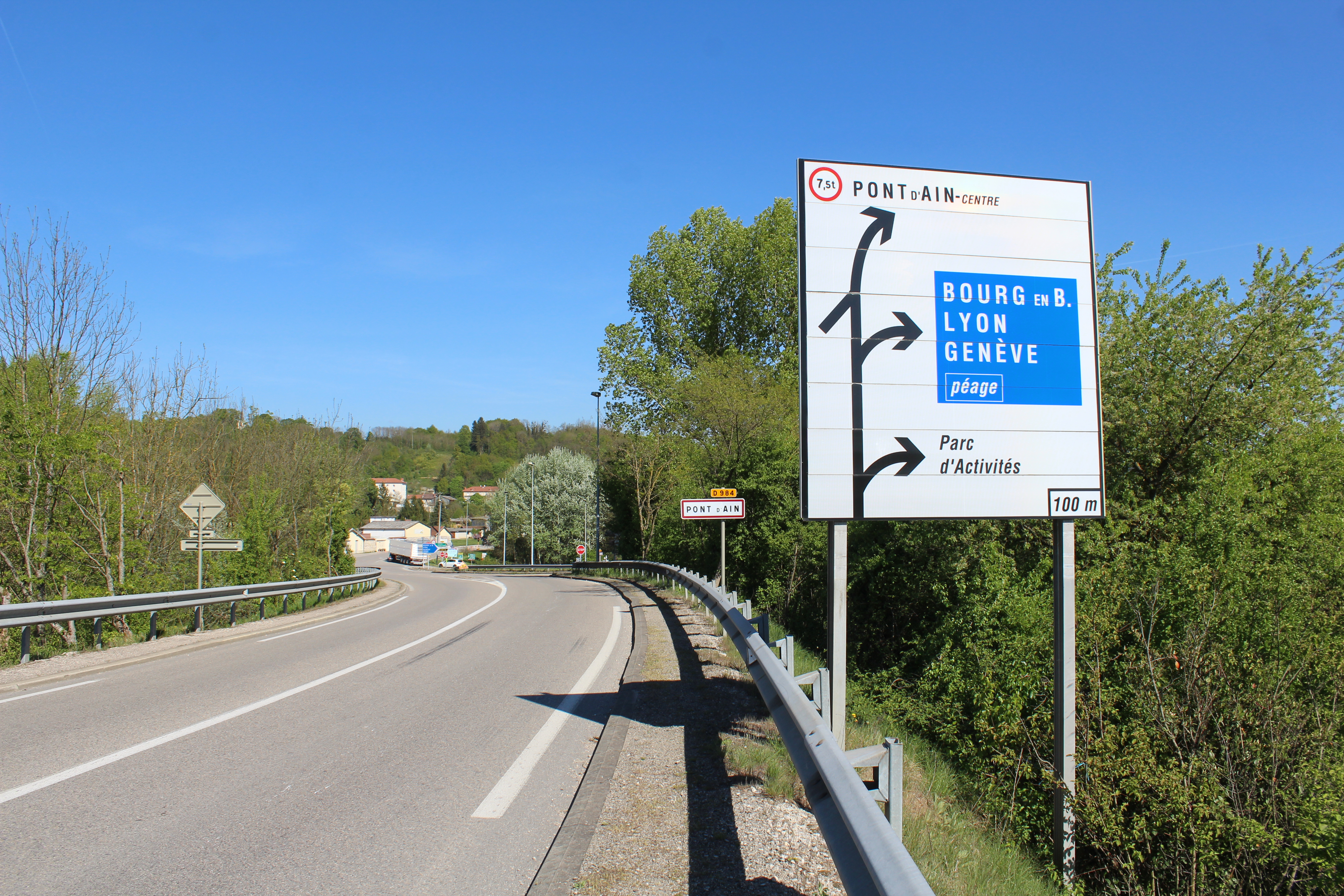
D42a Carrefour
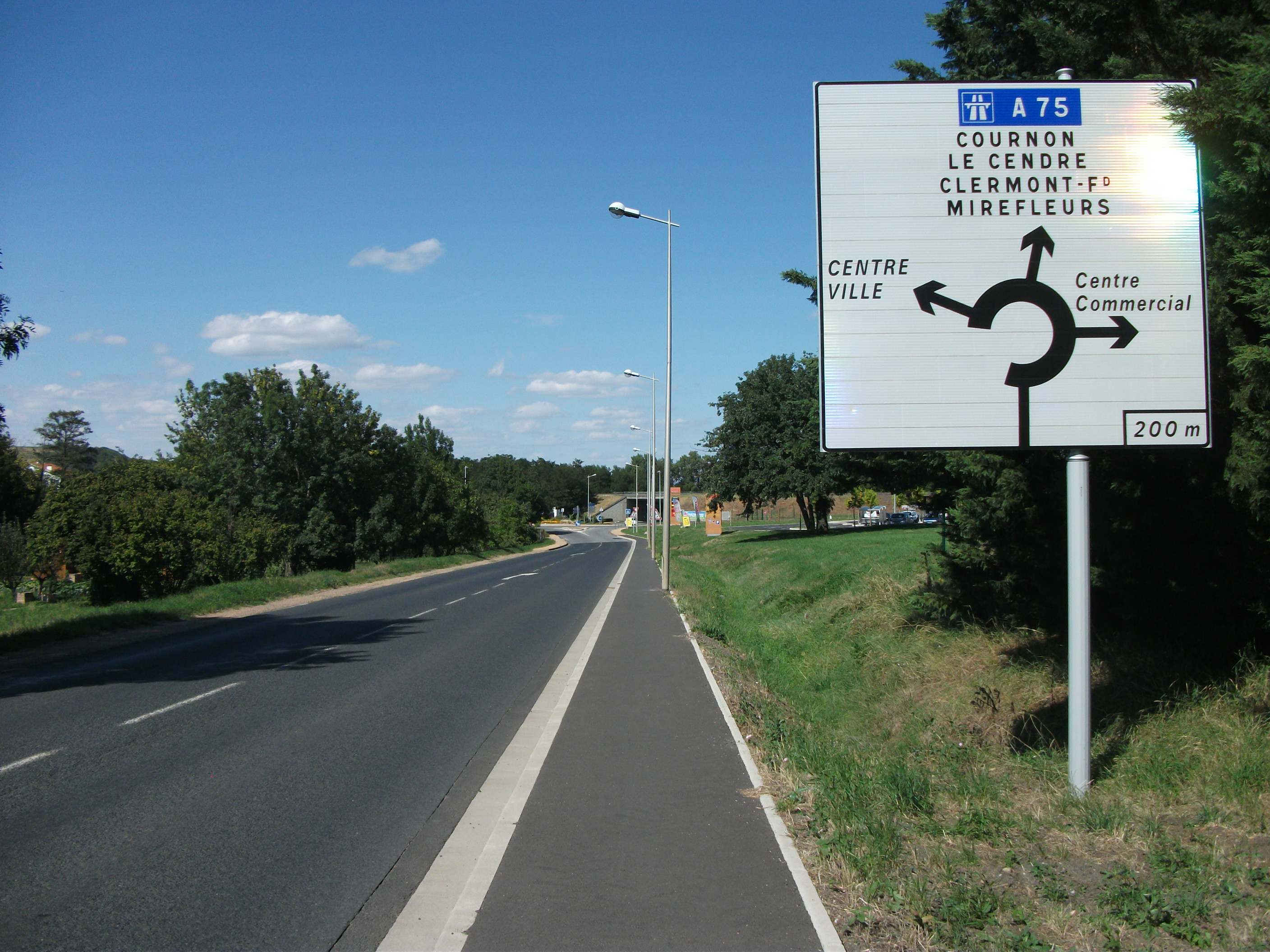
D42b Carrefour giratoire

### D43: présignalisation de signalisation de position

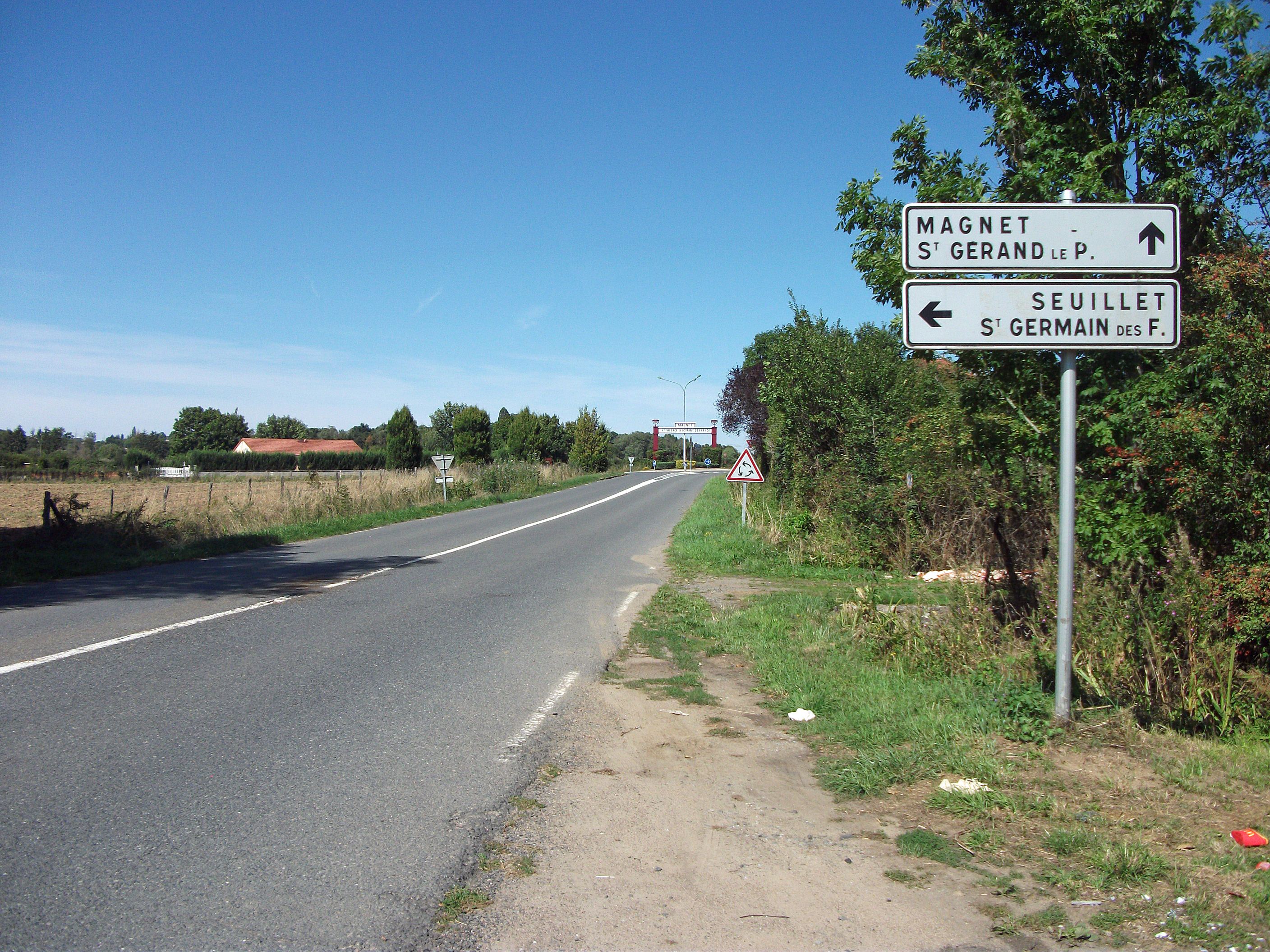
D43 Directions

### D44, D45, D46: présignalisation de village étape et aire

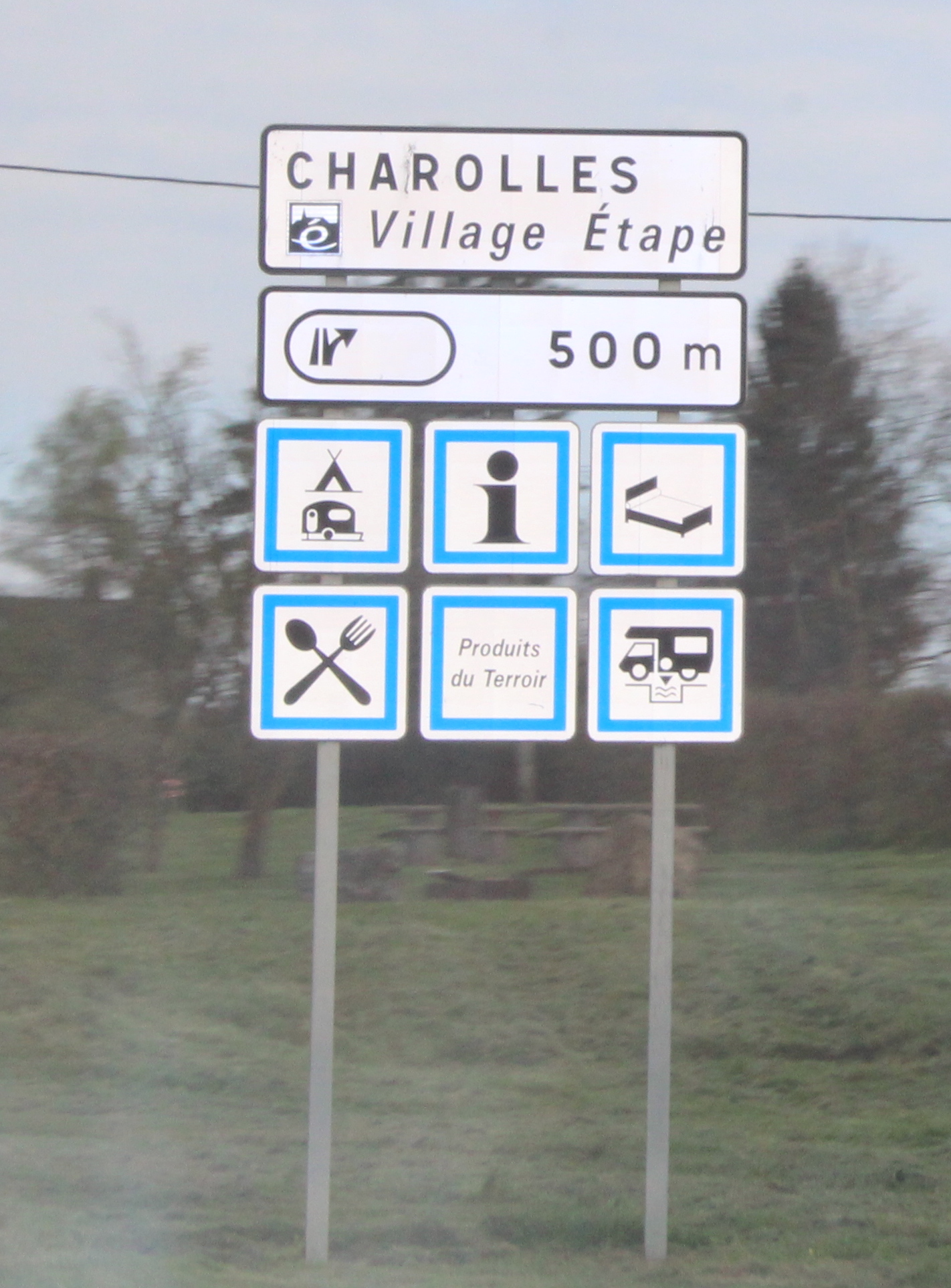
D44 Village étape
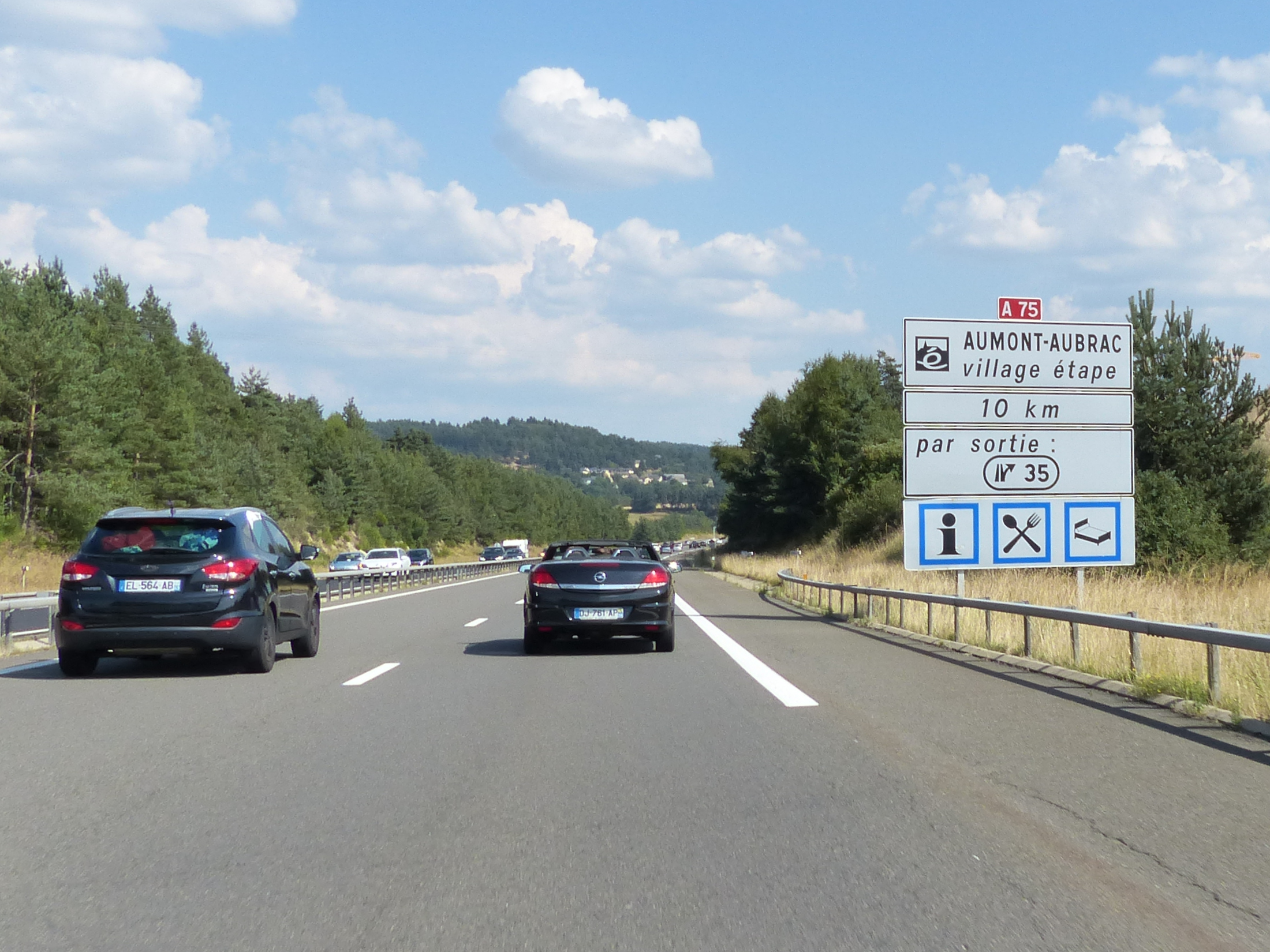
D45 Village étape à 20 km environ
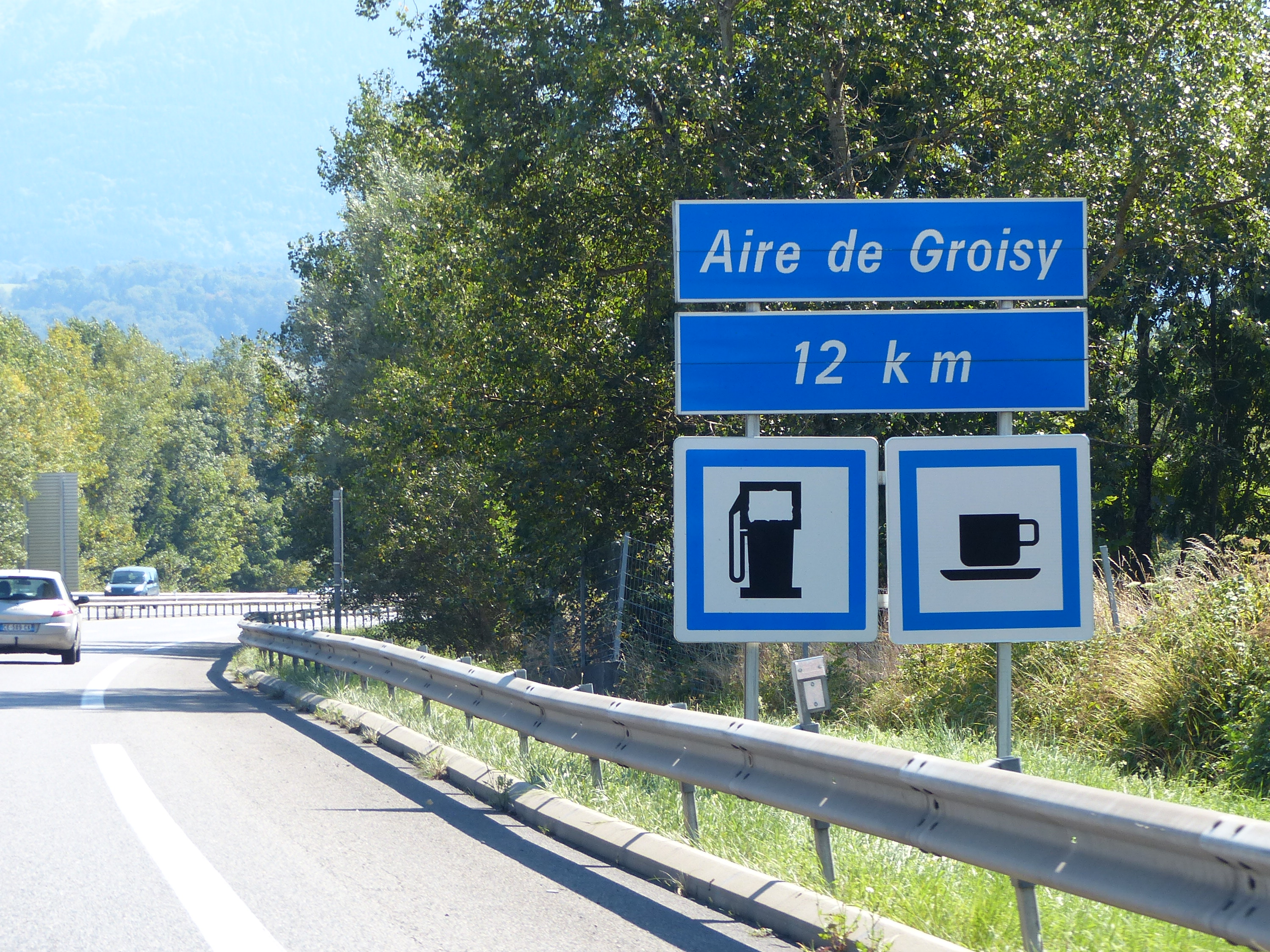
D46a Aire annexe sur autoroute
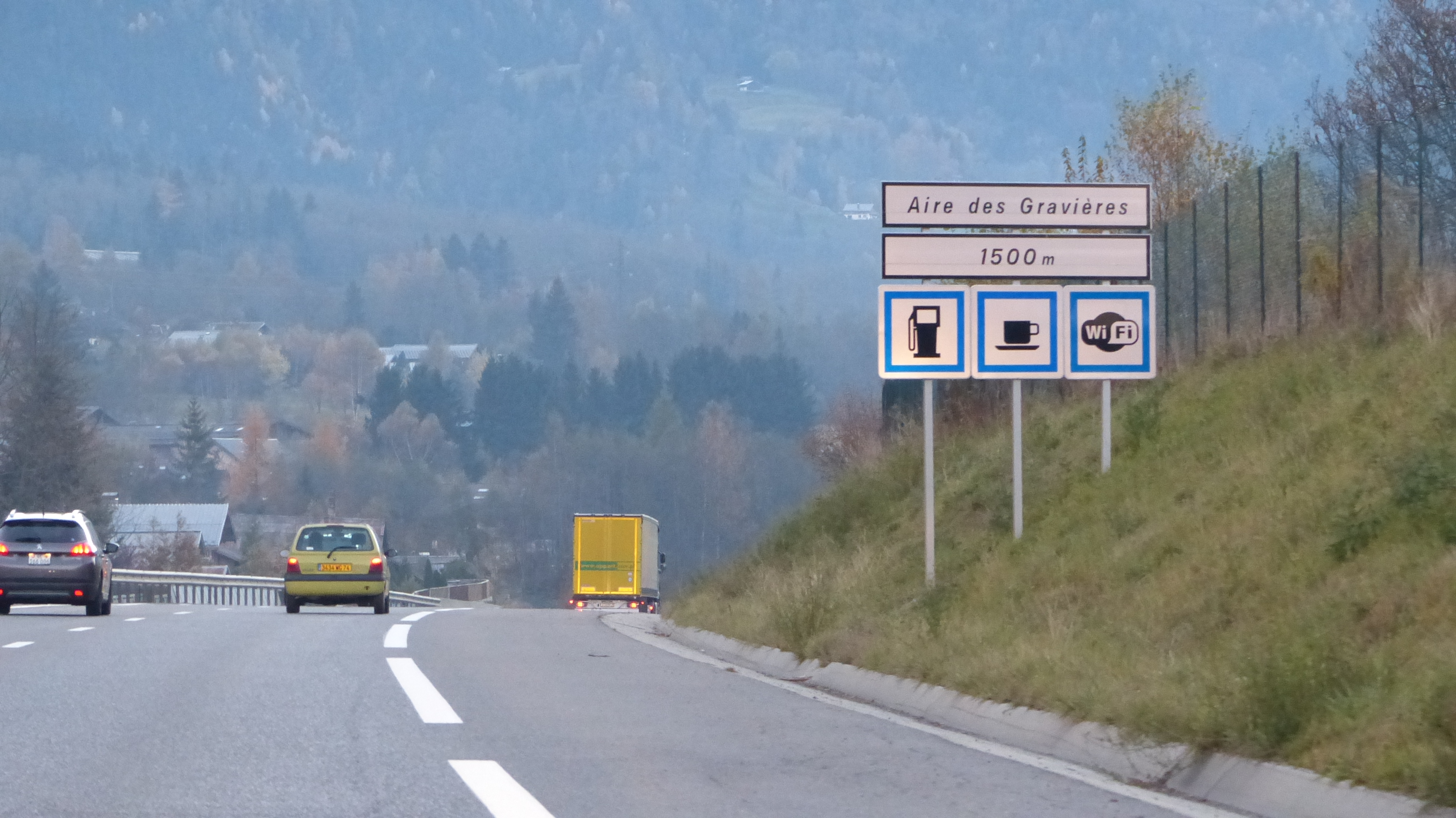
D46b Aire annexe sur route à chaussées séparées
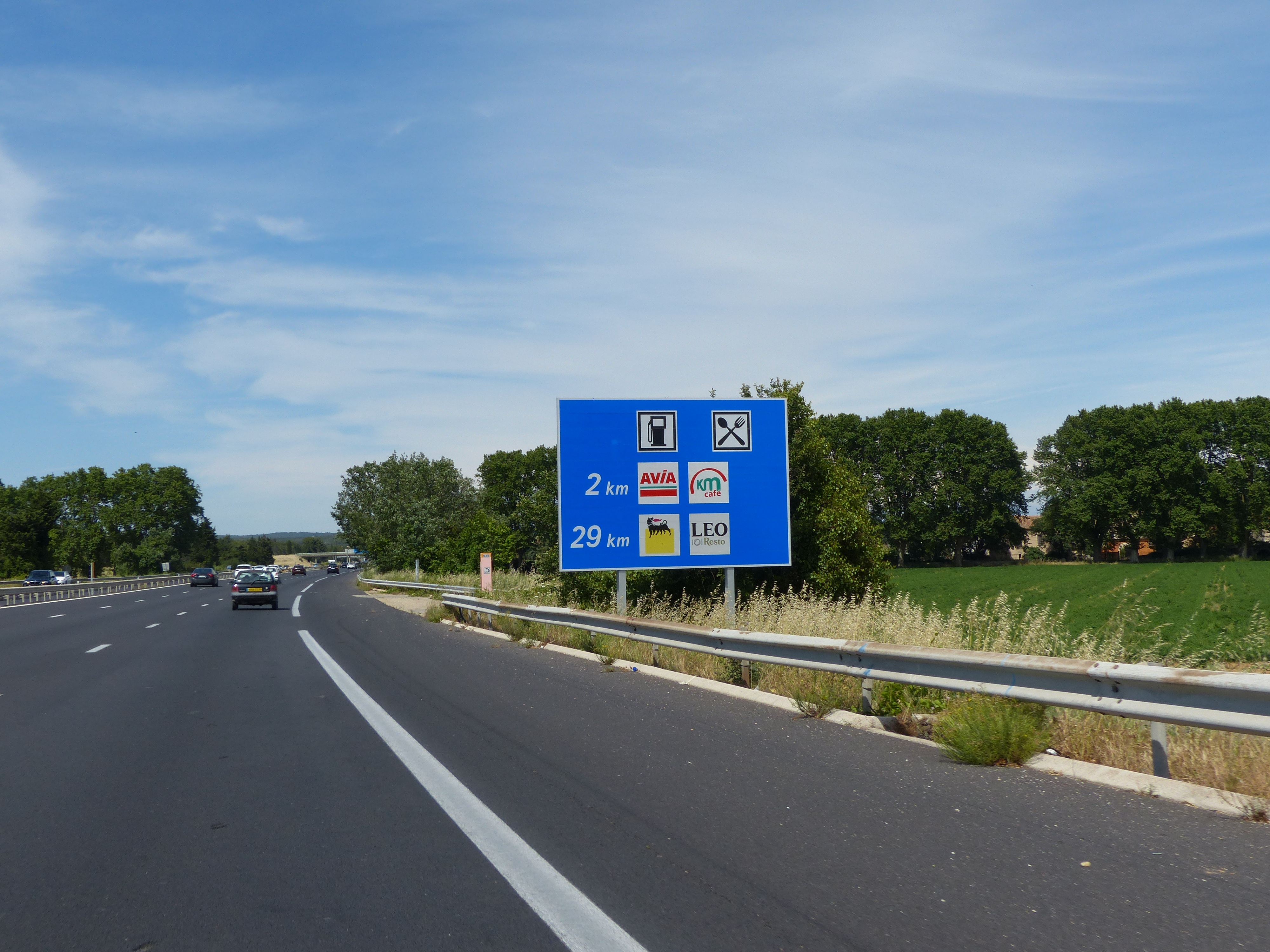
D48a Aires annexes éloignées sur autoroute
D48b Aires annexes éloignées sur plusieurs itinéraires autoroutiers
D48c Aires annexes éloignées sur autre itinéraire autoroutier

### D47: signalisation des sections à péage et péages

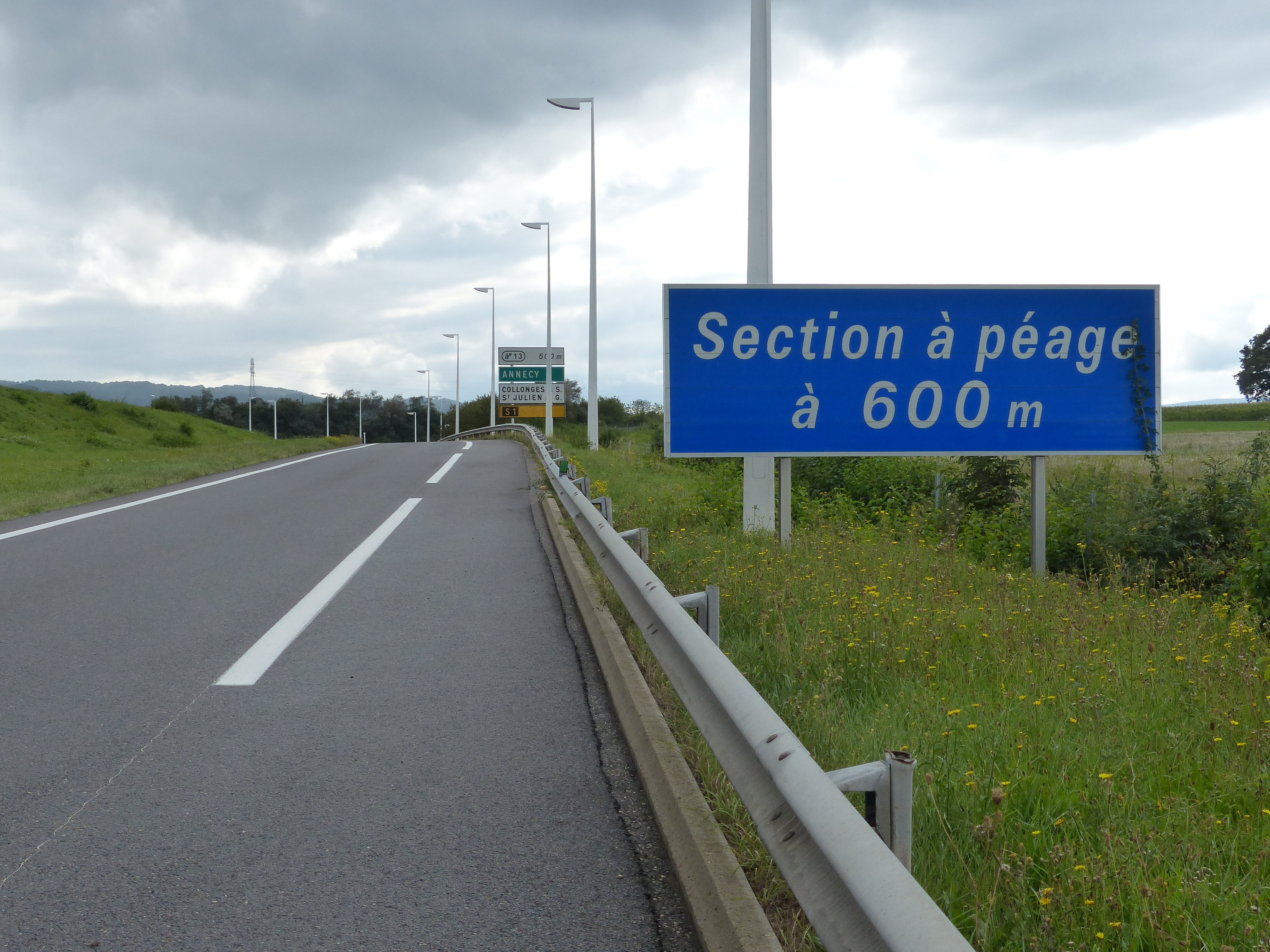
D47a Section à péage
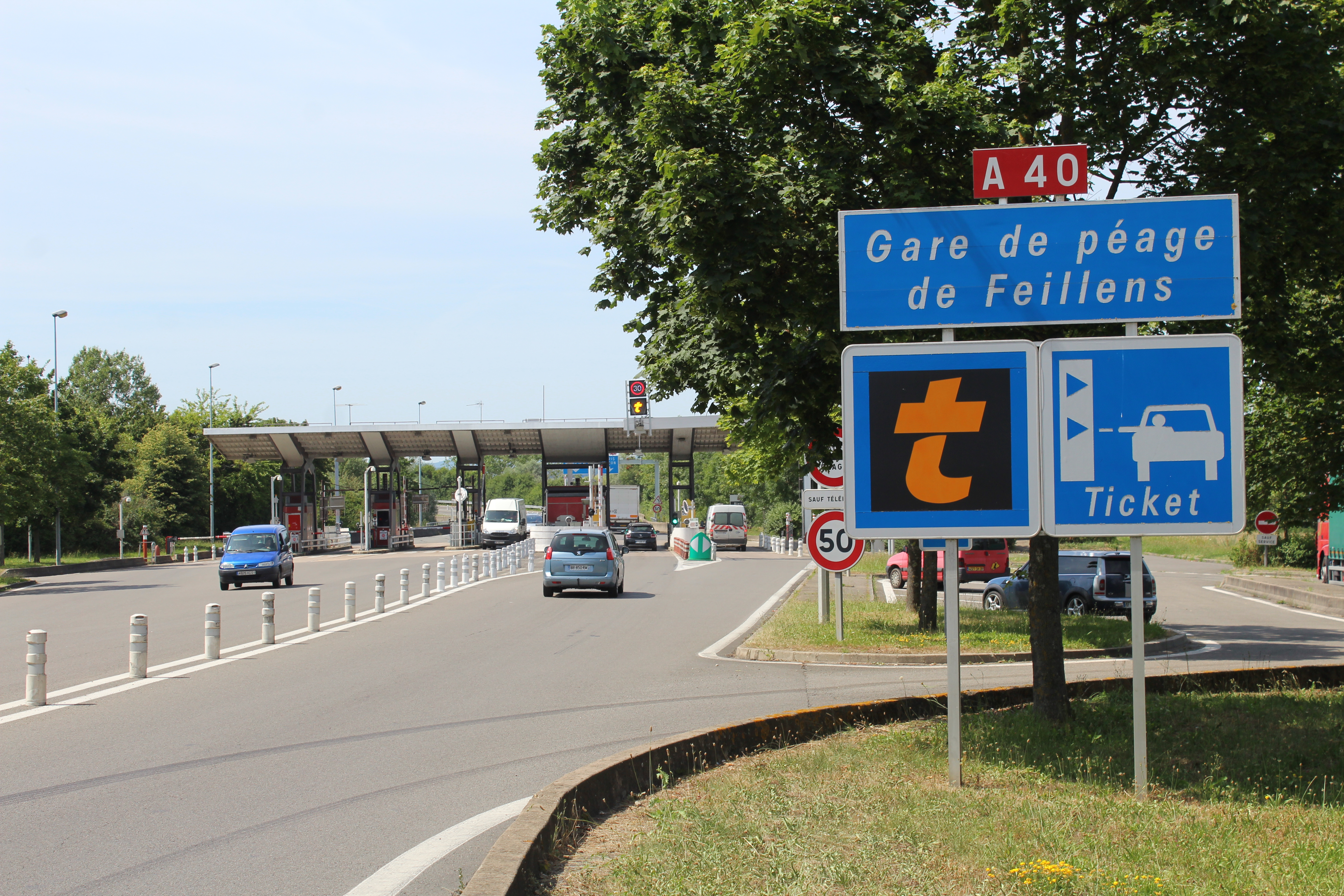
D47b Gare de péage
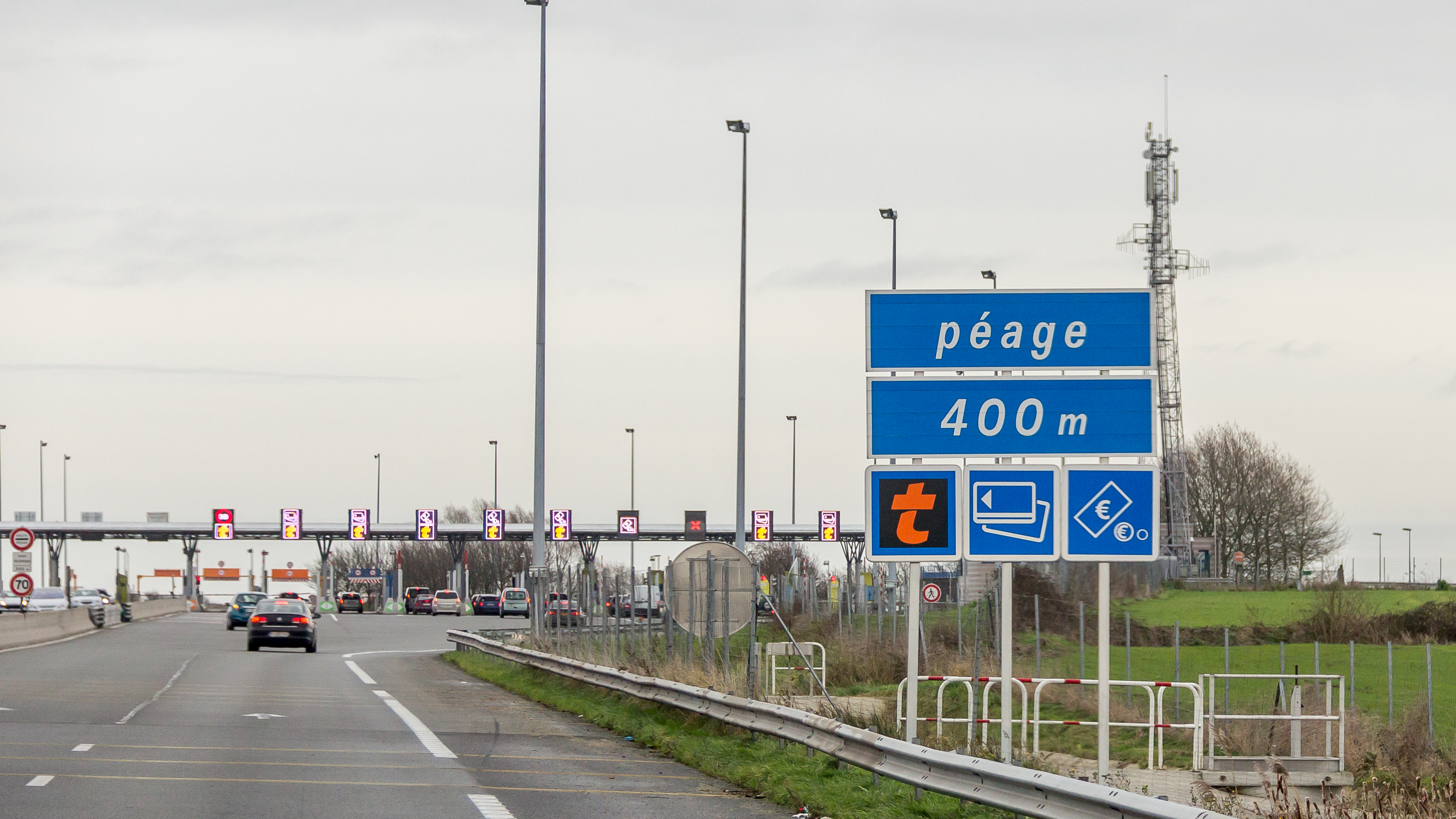
D47c Postes de péage

## Sources
- Instruction interministérielle sur la signalisation routière - 5e partie - VC20160215.